# Raïon de Kandalakcha
Le raïon de Kandalakcha (en russe : Кандалакшский район) est une subdivision territoriale et administrative de l'oblast de Mourmansk, dans l'extrême nord-ouest de la Russie. Son centre administratif est la ville de Kandalakcha. 

## Géographie
Le raïon de Kandalakcha se trouve dans le sud de la péninsule de Kola. Il s'étend sur 14 410 km2.

## Histoire
Le raïon est formé en 1927. Il fait partie jusqu'en 1938 de la république autonome socialiste soviétique de Carélie, date à laquelle l'oblast de Mourmansk est formé avec le raïon de Kandalakcha et l'arrondissement de Mourmansk (1927-1938). 

## Population
Sa population s'élevait à 46 928 habitants en 2013.

## Divisions territoriales

### Municipalités
Le raïon comprend les territoires suivants:
| N° | Municipalité                         | Centre administratif | Nombre de localités | Population 2023 |
| -- | ------------------------------------ | -------------------- | ------------------- | --------------- |
| 1  | Établissement urbain de Zelenoborski | Zelenoborski         | 7                   | 3961            |
| 2  | Établissement urbain de Kandalakcha  | Kandalakcha          | 9                   | 30 129          |
| 3  | Établissement rural d'Alakourtti     | Alakourtti           | 4                   | 5460            |
| 4  | Établissement rural de Zaretchensk   | Zaretchensk          | 3                   | 385             |

### Localités
Le raïon de Kandalakcha comptait au 5 juillet 2021 23 localités. Les localités les plus peuplées sont la ville de Kandalakcha (29 138 habitants au recensement de 2021), le village d'Alakourtti (5 533 habitants en 2021) et la commune urbaine de Zelenoborski (3 768 habitants en 2021).
| Liste des localités | Liste des localités | Liste des localités | Liste des localités | Liste des localités | Liste des localités                  |
| N°                  | Localité            | Statut              | Population 2010     | Population 2021     | Municipalité                         |
| ------------------- | ------------------- | ------------------- | ------------------- | ------------------- | ------------------------------------ |
| 1                   | Alakourtti          | village             | 3424                | 5533                | Établissement rural d'Alakourtti     |
| 2                   | Beloï More          | localité            | 660                 |                     | Établissement urbain de Kandalakcha  |
| 3                   | Jemtchoujnaïa       | village-gare        | 2                   |                     | Établissement urbain de Zelenoborski |
| 4                   | Zaretchensk         | localité            | 621                 |                     | Établissement rural de Zaretchensk   |
| 5                   | Zelenoborski        | commune urbaine     | 6560                | 3768                | Établissement urbain de Zelenoborski |
| 6                   | Kandalakcha         | ville               | 35 654              | 29 138              | Établissement urbain de Kandalakcha  |
| 7                   | Kaïraly             | localité            | 19                  |                     | Établissement rural d'Alakourtti     |
| 8                   | Kniajnaïa Gouba     | village             | 127                 |                     | Établissement urbain de Zelenoborski |
| 9                   | Kovda               | village             | 20                  |                     | Établissement urbain de Zelenoborski |
| 10                  | Kovda               | village-gare        | 37                  |                     | Établissement urbain de Zelenoborski |
| 11                  | Kovdozero           | village             | 121                 |                     | Établissement rural de Zaretchensk   |
| 12                  | Kolvitsa            | village             | 9                   |                     | Établissement urbain de Kandalakcha  |
| 13                  | Kouoloïarvi         | localité            | 0                   |                     | Établissement rural d'Alakourtti     |
| 14                  | Lessozavodski       | localité            | 391                 |                     | Établissement urbain de Zelenoborski |
| 15                  | Louvenga            | village             | 575                 |                     | Établissement urbain de Kandalakcha  |
| 16                  | Nivski              | localité            | 1043                |                     | Établissement urbain de Kandalakcha  |
| 17                  | Niamozero           | village-gare        | 8                   |                     | Établissement rural de Zaretchensk   |
| 18                  | Pinozero            | village-gare        | 149                 |                     | Établissement urbain de Kandalakcha  |
| 19                  | Poïakonda           | localité            | 78                  |                     | Établissement urbain de Zelenoborski |
| 20                  | Priozerny           | localité            | 0                   |                     | Établissement rural d'Alakourtti     |
| 21                  | Prolvy              | village-gare        | 42                  |                     | Établissement urbain de Kandalakcha  |
| 22                  | Routchi             | village-gare        | 1                   |                     | Établissement urbain de Kandalakcha  |
| 23                  | Fedosseïevka        | village             | 3                   |                     | Établissement urbain de Kandalakcha  |